# Жак Сімон
Жак Сімон (фр. Jacques Simon; 25 березня 1941, Омонвіль-ла-Рог — 5 грудня 2017) — французький футболіст, що грав на позиції півзахисника.

## Клубна кар'єра
У дорослому футболі дебютував 1960 року виступами за команду клубу «Шербур», в якій провів три сезони, взявши участь у 87 матчах чемпіонату.
Своєю грою за цю команду привернув увагу представників тренерського штабу клубу «Нант», до складу якого приєднався 1963 року. Відіграв за команду з Нанта наступні п'ять сезонів своєї ігрової кар'єри. Більшість часу, проведеного у складі «Нанта», був основним гравцем команди. У складі «Нанта» був одним з головних бомбардирів команди, маючи середню результативність на рівні 0,47 голу за гру першості. В сезоні 1964-65 став головним голеадором французької футбольної першості.
Протягом 1968—1970 років захищав кольори команди клубу «Бордо».
Завершив професійну ігрову кар'єру у клубі «Ред Стар», за команду якого виступав протягом 1970—1973 років.

## Виступи за збірну
1965 року дебютував в офіційних матчах у складі національної збірної Франції. Протягом кар'єри у національній команді, яка тривала 5 років, провів у формі головної команди країни 15 матчів, забивши 1 гол.
У складі збірної був учасником чемпіонату світу 1966 року в Англії.

## Досягнення
- Чемпіон Франції (2):

«Нант»:  1964–65, 1965–66
- Володар Суперкубка Франції (1):

«Нант»:  1965
- Найкращий бомбардир Чемпіонату Франції:

1964–65